# Świnicka Kopa

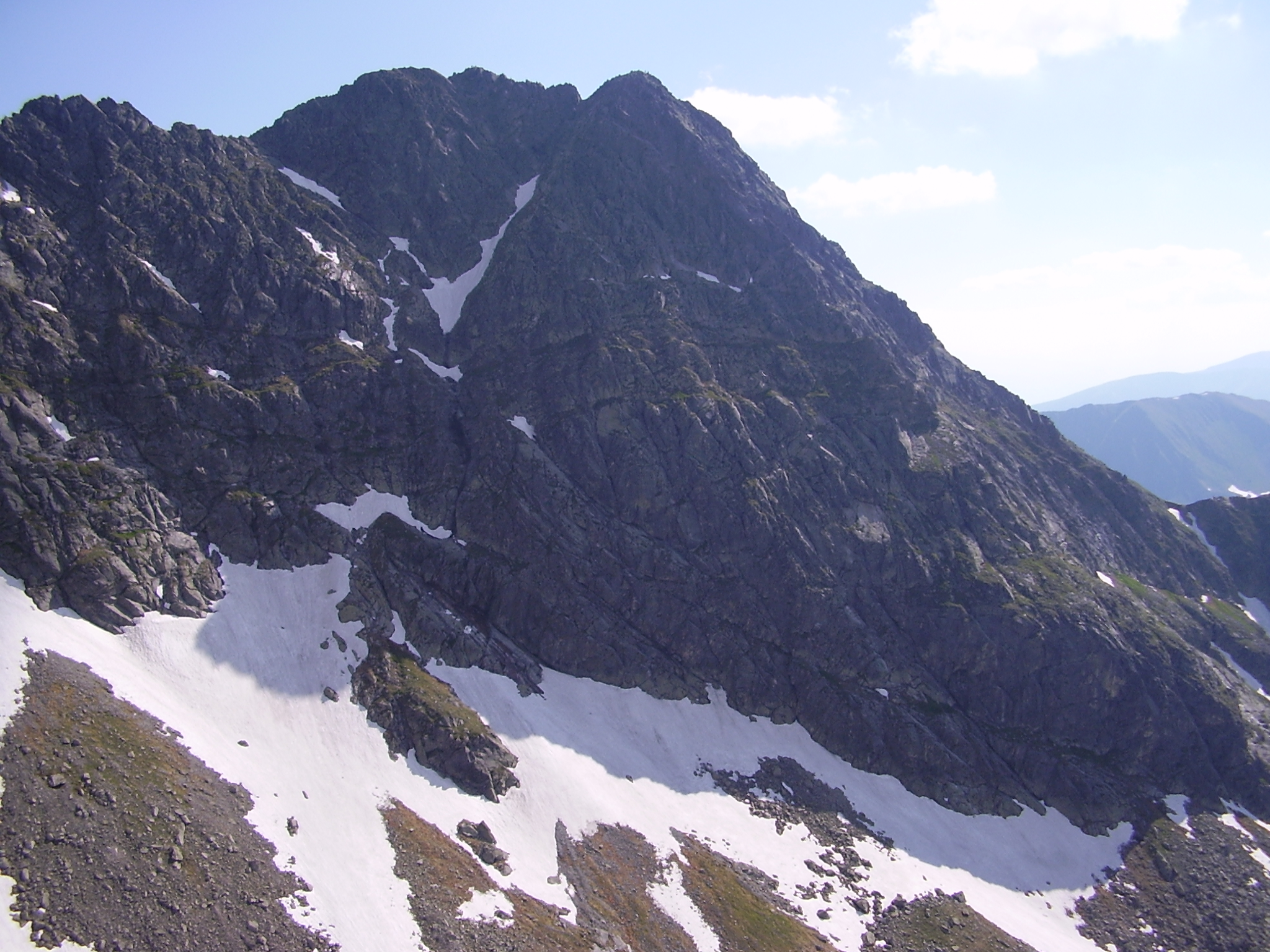
Widok na Świnicę z Kościelca, Świnicka Kopa widoczna jako trzeci wierzchołek od lewej

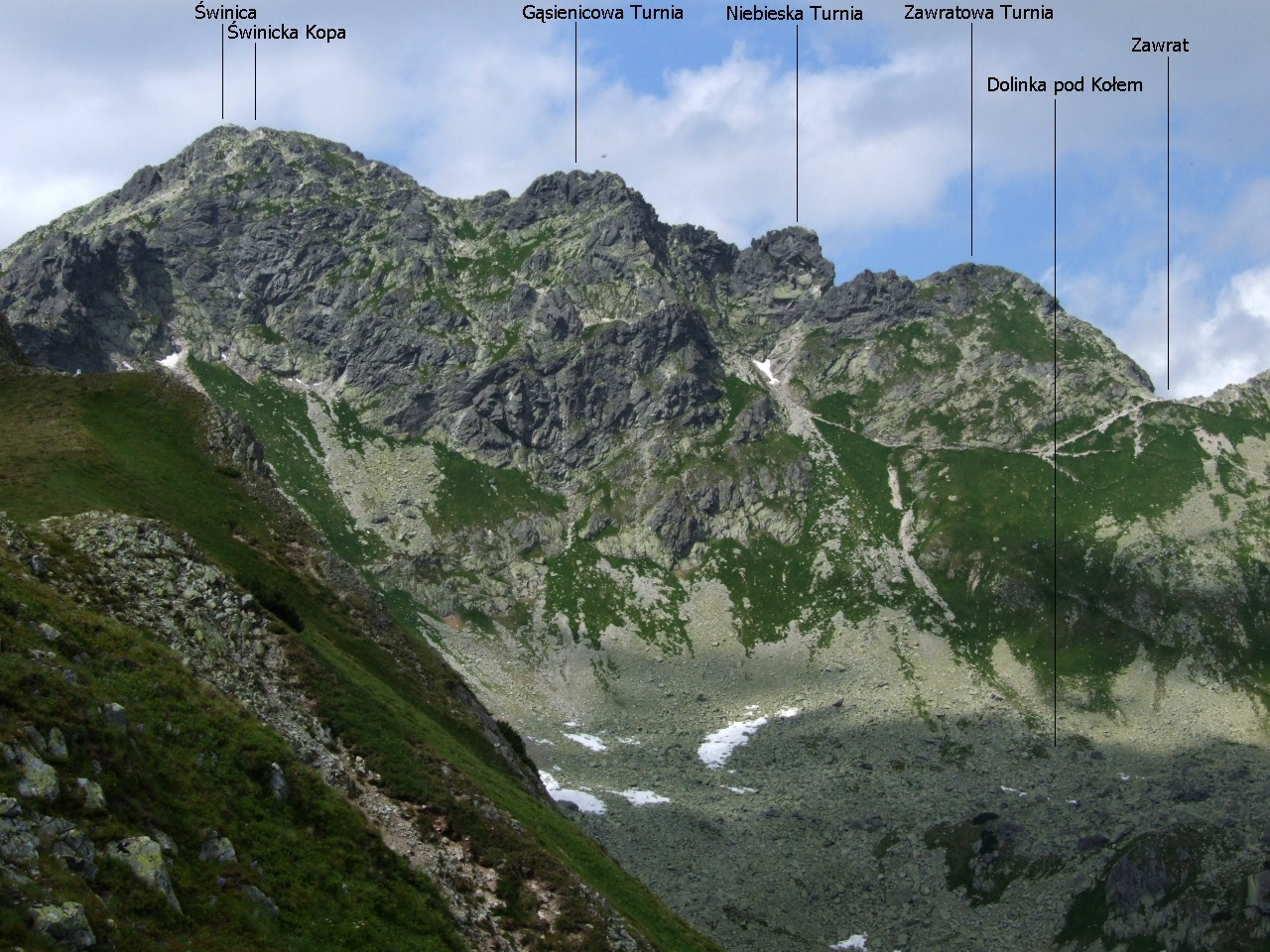
Widok z Gładkiej Przełęczy

Świnicka Kopa (niem. Seealmkoppe, słow. Svinicová kopa, węg. Svinica-púp, 2298 m) – niewybitna turnia we wschodniej grani Świnicy w Tatrach Wysokich. Znajduje się pomiędzy głównym, zwornikowym wierzchołkiem masywu Świnicy (oddzielona od niego Świnicką Szczerbiną Wyżnią) a Gąsienicową Turnią (oddzielona od niej Gąsienicową Przełączką). Przez niektórych uważana jest za trzeci wierzchołek Świnicy. Od południowej strony opada urwiskami do Dolinki pod Kołem (górne piętro Doliny Pięciu Stawów Polskich), prowadzi nimi czerwony szlak turystyczny z Kasprowego Wierchu na Zawrat. Północne urwiska Świnickiej Kopy opadają do Mylnej Kotlinki w Dolinie Gąsienicowej.

## Szlaki turystyczne
– czerwony szlak z Kasprowego Wierchu przez Liliowe, Świnicę i południowymi stokami Świnickiej Kopy na Zawrat.